# Alyssum pirinicum
Alyssum pirinicum là một loài thực vật có hoa trong họ Cải. Loài này được (Stoj. & Acht.) Ancev mô tả khoa học đầu tiên năm 2006.